# Имама, Боконджи
Боконджи Имама (фр. Bokondji Imama; 3 августа 1996, Монреаль, Квебек Канада) — канадский хоккеист, тафгай, левый нападающий системы клуба НХЛ «Оттава Сенаторз».
На драфте НХЛ 2015 года был выбран в шестом раунде под общим 180-м номером командой «Тампа-Бэй Лайтнинг».

## Карьера

### Клубная
В 2012 году был выбран на драфте QMJHL под общим 65-м номером командой «Бэ-Комо Драккар». 5 января 2015 году был обменян в клуб «Сент-Джон Си Догз», в котором стал вице-капитаном. В декабре 2015 года в выездом матче против «Галифакс Мусхедз» стал в центре скандала, выскочив из скамейки запасных и стал избивать игрока Келли Брента, которого лайнсмены уже уводили на скамейку штрафников из-за того, что он хотел подраться с игроком его команды. Позже он получил дисквалификацию на пятнадцать матчей.
31 мая 2017 года права на игрока выкупил «Лос-Анджелес Кингз». С 2017 года стал выступать за фарм-клуб «Онтарио Рейн». В сезоне 2020/21 был ассистентом капитана в «Рейн».
24 июля 2021 года «Кингз» обменяли Имаму и защитника Коула Халтса в «Аризону Койотис» на нападающих Тайлера Стинбергена и Брейдена Берка, но нападающий продолжал выступать в АХЛ.
Перед сезоном 2022/23 был назначен ассистсентом капитана фарм-клуба «Койотис». в 22 апреля 2022 года он дебютировал в НХЛ в матче против «Вашингтон Кэпиталз». На следующий день Имама забил свой первый гол в НХЛ голкиперу «Сент-Луис Блюз» Джордану Биннингтону.

## Расистский скандал
В январе 2020 года в матче АХЛ против «Бейкерсфилд Кондорс» стал жертвой расистский оскорблений от игрока соперников Брэндона Мэннинга. Позже игрок принёс извинения Имаму, но все равно получил дисквалификации на пять матчей. После этого случая он сказал, что гордится быть афроканадским хоккеистом и надеется, что с расизмом будут бороться.
12 января 2022 года форвард «Сан-Хосе Барракуда» Кристоф Грабик изобразил расистский жест в сторону Имамы, после которого его дисквалифицаровали на 30 матчей.

## Личная жизнь
Имама родился в Монреале, в семье выходцев из Демократической республики Конго. У него есть четверо сестёр.